# Inre hamnen, Norrbotten
Inre hamnen är en sjö i Luleå kommun i Norrbotten och ingår i Alån-Rosåns kustområde. Sjön har en area på 0,0855 kvadratkilometer och ligger 1,4 meter över havet.

## Delavrinningsområde
Inre hamnen ingår i det delavrinningsområde (727299-178596) som SMHI kallar för Rinner mot Mannöfjärden. Medelhöjden är 13 meter över havet och ytan är 4,19 kvadratkilometer. Det finns inga avrinningsområden uppströms utan avrinningsområdet är högsta punkten. Avrinningsområdets utflöde mynnar i havet, utan att ha någon enskild mynningsplats. Avrinningsområdet består mestadels av skog (83 procent). Avrinningsområdet har 0,09 kvadratkilometer vattenytor vilket ger det en sjöprocent på 2,1 procent.